# 角上清司
角上 清司（かくがみ せいじ、1967年5月19日 - ）は、CBCテレビのアナウンサー。兵庫県西宮市出身。報徳学園高校、関西大学工学部材料工学科(現：化学生命工学部 化学・物質工学科)卒業。1992年入社。

## エピソード
- デビュー当初からスポーツアナとして各種スポーツ中継を担当していたが、2016年6月30日にCBCアナウンサー公式サイトのブログにてアナウンスの現場を退くことを示唆[1]。翌7月1日をもって西村俊仁と入れ替わる形でアナウンス部からスポーツ部に異動、主にディレクターやプロデューサーなどの管理業務を担当[2]。スポーツ部在籍中も、人手不足の折には中日ドラゴンズの試合のベンチレポーターや、地元で行われる駅伝のレポーターなどを務めていたこともある。2025年7月よりアナウンサーに復帰した。
- 普段はローカル中継での実況が主だが、2011年11月6日にはナゴヤドームでのクライマックスシリーズ第5戦の実況を担当した他、日本シリーズでは第4戦と第7戦でベンチリポートを担当した（いずれも全国ネット）。
- 幼少時代は阪急ブレーブスのファンだったと発言したことがある。
- 「です」「ます」を使わない常体で状況を伝える事が多い。
- 妻と共に狩猟免許（罠、網）の資格を持つ[3]。

## 現在の出演番組

### テレビ
- CBCニュース
- S☆1 BASEBALL

### ラジオ
- CBCドラゴンズナイター
- CBCニュース

## 過去の出演番組

### ラジオ
- シー坊の平日天国
- GOGO競馬サンデー! (CBCラジオ)（中京競馬場開催時の実況）

### テレビ
- 侍プロ野球他スポーツ中継（駅伝など）